# Amazona de Jamaica becfosca
L'amazona de Jamaica becfosca (Amazona agilis) és una espècie d'ocell de la família dels psitàcids que habita boscos de les muntanyes occidentals de Jamaica.